# S-Video

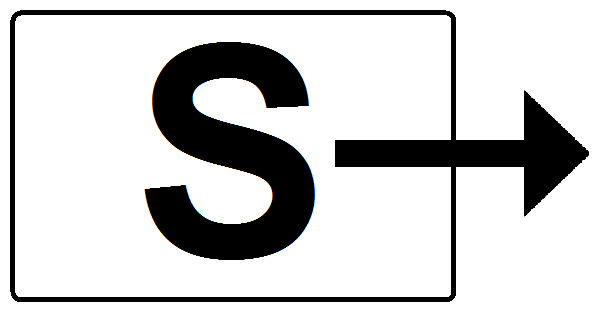
Пиктограмма соединения S-Video

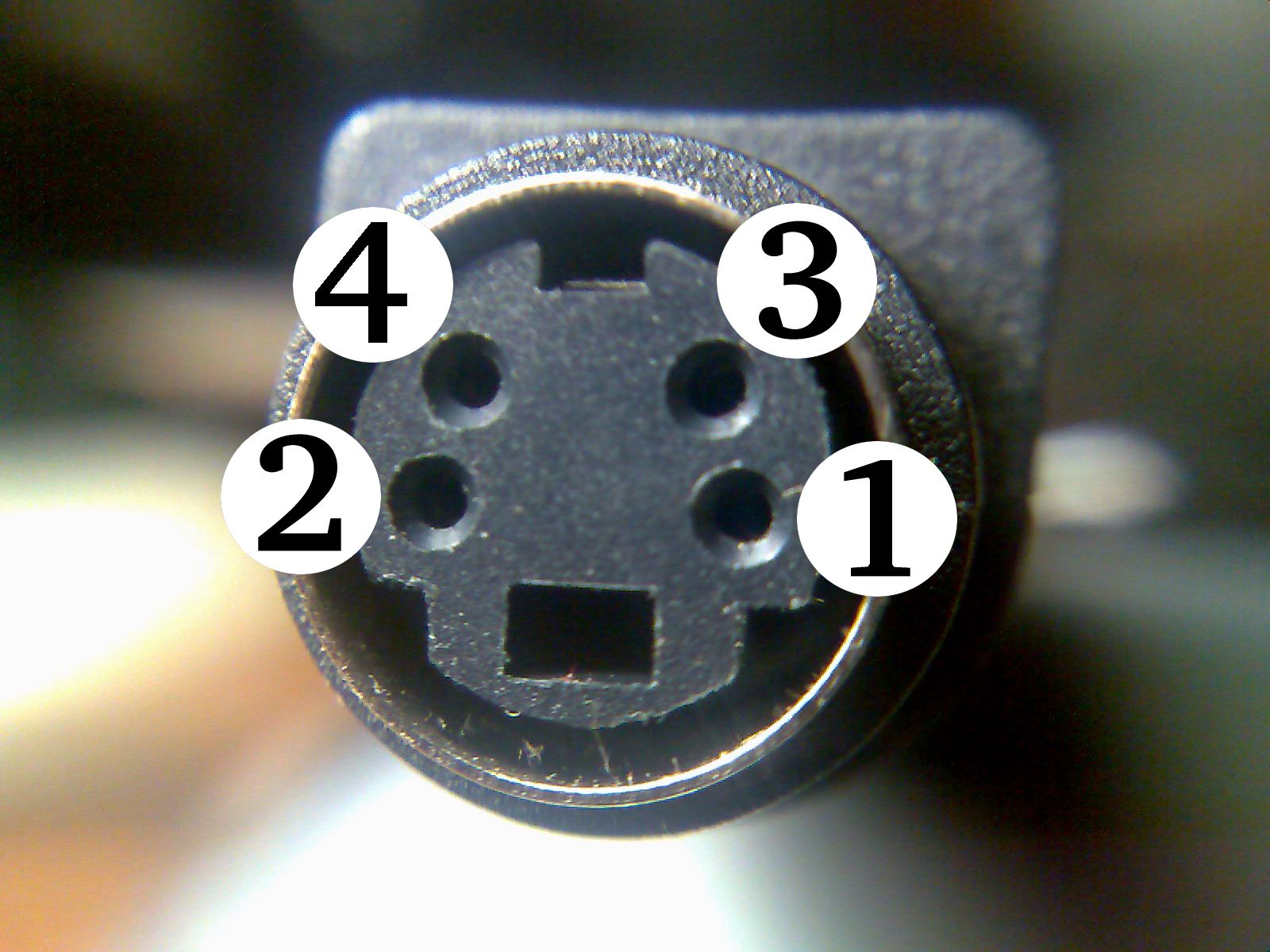
Стандартный четырёхконтактный разъём S-Video, типа «мама»:
1. GND — «земля» (Y),
2. GND — «земля» (C),
3. Y — Яркость,
4. C — Цветность.

S-Video (англ. Separate Video, раздельный видеосигнал) — компонентный аналоговый видеоинтерфейс, предусматривающий раздельную передачу составляющих видеосигнала: яркости Y совместно c синхросигналом, и цветности С (совместно с цветовой синхронизацией), которые передаются по двум отдельным линиям связи с волновым сопротивлением 75 Ом. Раздельная передача яркости и цветности обеспечивает более высокое качество изображения, чем композитные стандарты, так как при этом исключаются перекрёстные помехи при разделении сигналов. Интерфейс S-Video используется только для передачи сигнала телевидения стандартной чёткости и не пригоден для HDTV. Для передачи звука необходим отдельный кабель.

Частотная характеристика сигналов композитным видео (a) на стандартном канале шириной 6 МГц по сравнению с S-Video (b)

## История
Интерфейс был разработан фирмой JVC в конце 1980-х годов для использования в видеомагнитофонах и видеокамерах компонентного полупрофессионального формата S-VHS для передачи компонентного видеосигнала между устройствами с минимальными потерями его качества. Оригинальный разъём S-Video был четырёхштырьковым (4 pin). В дальнейшем этот тип разъёма получил широкое распространение и стал использоваться в устройствах других видеоформатов. в том числе цифровых, а также в компьютерах, и был оснащён дополнительными контактами.
В настоящее время разновидности разъема S-Video применяются в основном для вывода изображения, формируемого видеокартой компьютера, а также видеосигнала с видеокамер или игровых приставок на бытовые телевизоры или аналогичную домашнюю видеотехнику.

## Технические особенности
Видеосигнал в системе SECAM ограничен шириной 8 МГц, что позволяет сформировать на экране 625 строк (с учетом обратного хода луча видеоизображение можно оценить примерно в 575 реальных строк). В системе PAL специальный достаточно сложный (и дорогой) фильтр (гребенчатый фильтр или фильтр-гребёнка) позволяет с большим или меньшим успехом выделить сигнал яркости «поверх» цветности.
Существенным преимуществом данного подключения (по сравнению с простейшим композитным, на одном «тюльпане») является то, что сигналы яркости (англ. Intensity, Luminance, Y) и цветности (англ. Color, Chrominance, С) изображения проходят раздельно. Таким образом они никогда не пребывают в композитном режиме и на вертикальных гранях многокрасочных областей изображения не появляются точки сканирования кросс-яркости. Кроме того, нет необходимости фильтровать цепи яркости на телевизоре, чтобы избавиться от сигнала цветности, что позволяет увеличивать пропускную способность и, соответственно, разрешение экрана по горизонтали. Конечно, разрешение по-прежнему ограничивается ЭЛТ кинескопа, но это явное улучшение.

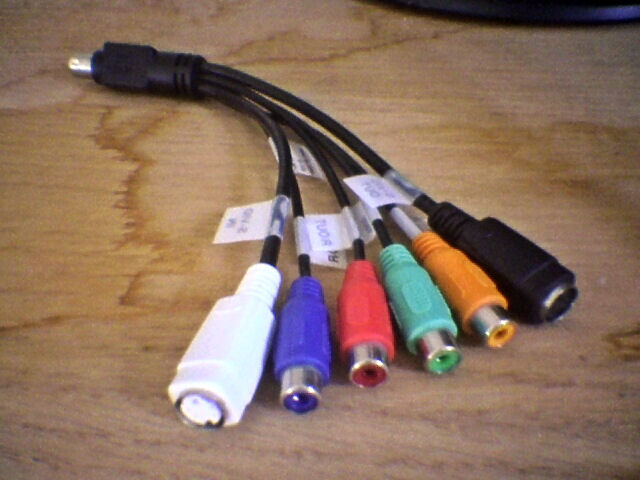
Двунаправленный кабель-переходник VIVO с полного (7‑контактного) разъёма S‑Video на 4‑контактный разъём S‑Video и синий, красный и зелёный «тюльпаны» выхода компонентного видео и жёлтый «тюльпан» композитного видео.

В современных видеокартах компьютеров используются несколько вариантов разъема S‑Video с разным количеством контактов. Как правило, выход (или видеовход-видеовыход) видеосигнала с видеокарты при помощи переходника осуществляется на компонентный выход. 

Переходник с S‑Video на композитный вход

Переходник с S‑Video на вход композитного видеосигнала весьма прост: для этого выход «земля» подключается к наружному контакту (кольцу) «тюльпана», а сигнал цветности C, смешивается с сигналом яркости Y через конденсатор ёмкостью 470 пФ и подключается к центральному контакту.

## Описание выводов

### 4 pin S-Video

Нумерация выводов 4‑контактного разъёма S‑Video (MD4P).
Вид от гнезда.

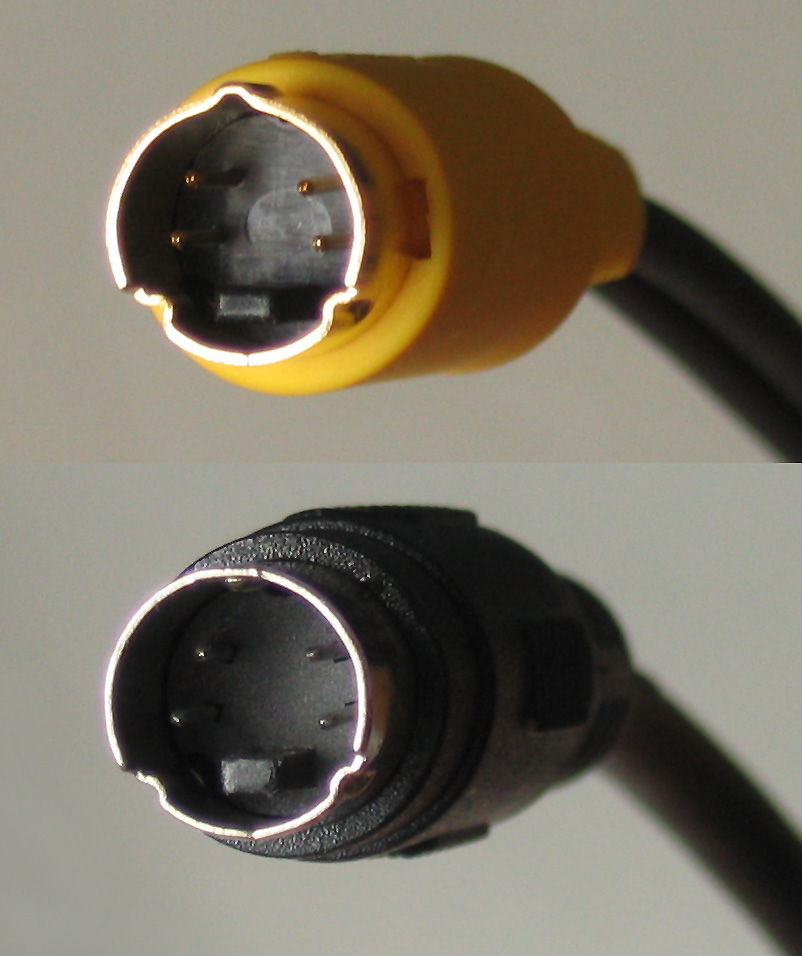
Внешний вид 4‑контактных разъемов S‑Video

| № вывода | Имя | Описание                            |
| -------- | --- | ----------------------------------- |
| 1        | GND | Общий провод яркостного (Y) сигнала |
| 2        | GND | Общий провод цветового (С) сигнала  |
| 3        | Y   | Яркостный (Y) сигнал                |
| 4        | C   | Цветовой (С) сигнал                 |

### 7 pin S-Video

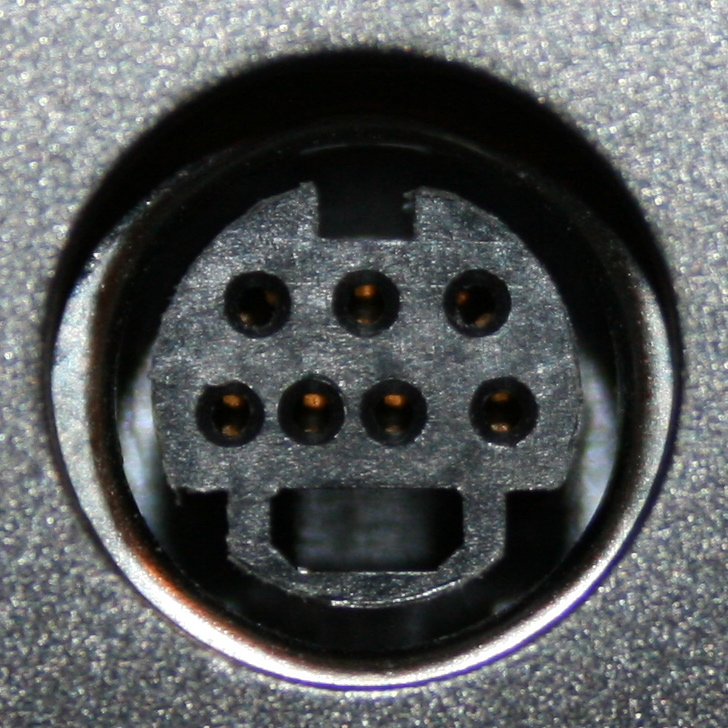
Гнездо 7‑pin S‑Video.

Нумерация выводов 7‑контактного разъёма S‑Video (MD7P).
Вид от гнезда.

| № вывода | На видеокартах ATI                            | На видеокартах nVidia                                      | На ноутбуках LG, продуктах Intel, Apple Power Macintosh 6100AV/7100AV/8100AV и Apple PowerBook |
| -------- | --------------------------------------------- | ---------------------------------------------------------- | ---------------------------------------------------------------------------------------------- |
| 1        | Общий провод яркостного (Y) сигнала           | Общий провод яркостного (Y) сигнала                        | Общий провод яркостного (Y) сигнала                                                            |
| 2        | Общий провод цветового (С) сигнала            | Общий провод цветового (С) сигнала                         | Общий провод цветового (С) сигнала                                                             |
| 3        | Яркостный (Y) сигнал                          | Яркостный (Y) сигнал                                       | Яркостный (Y) сигнал                                                                           |
| 4        | Цветовой (С) сигнал                           | Цветовой (С) сигнал или компонентный (PR) красный          | Цветовой (С) сигнал или компонентный (PR) красный                                              |
| 5        | Общий провод композитного (V) «Видео» сигнала | Общий провод композитного (V) «Видео» сигнала              | Композитный сигнал (V) «Видео» или компонентный (PB) синий (для ноутбука LG)                   |
| 6        | Не задействован                               | Композитный сигнал (V) «Видео» или компонентный (PB) синий | Общий провод композитного «Видео» сигнала (для ноутбука LG)                                    |
| 7        | Композитный сигнал (V) «Видео»                | Не задействован                                            | Не задействован                                                                                |

## Факты
- 4-контактный разъём S-Video использовался для шины ADB на компьютерах Macintosh до вытеснения ее шиной USB.
- На самом деле, S-video это порт Mini-DIN